# San Bernardino megye
San Bernardino megye az Amerikai Egyesült Államokban, azon belül Kalifornia államban található. Lakosainak száma 2 181 654 fő (2020). San Bernardino megye Inyo, Clark, Mohave, La Paz, Riverside, Orange, Los Angeles és Kern megyékkel határos.

## Népesség
A megye népességének változása:
| Lakosok száma | 2 041 647 | 2 063 143 | 2 077 453 | 2 088 371 | 2 128 133 | 2 180 085 | 2 181 654 |
|               | 2010      | 2011      | 2012      | 2013      | 2015      | 2019      | 2020      |

## Főbb utak
- Interstate 10
- Interstate 15
- Interstate 40
- Interstate 210
- Interstate 215
- Route 66
- U.S. Route 95
- U.S. Route 395
- State Route 2
- State Route 18
- State Route 38
- State Route 58
- State Route 60
- State Route 62
- State Route 66
- State Route 71
- State Route 83
- State Route 127
- State Route 138
- State Route 142
- State Route 173
- State Route 178
- State Route 189
- State Route 247
- State Route 259
- State Route 330